# 英仏合同海軍委員会

英仏合同海軍委員会
Anglo-French Joint Naval Commission (英語)

ニューヘブリディーズ諸島の位置

英仏合同海軍委員会（えいふつごうどうかいぐんいいんかい、英語: Anglo-French Joint Naval Commission）は、1887年から1889年と1890年から1906年までの間、ニューヘブリディーズ諸島を統治した。未承認の独立国フランスヴィルの設立により、一時的に消滅した。

## 歴史
19世紀、多くのオーストラリア、イギリス、フランス、ドイツ人入植者がニューヘブリディーズ諸島に植民した。
1878年、イギリスとフランスはニューヘブリディーズ諸島全域を中立地域と宣言した。
ニューヘブリディーズ諸島は、1887年10月16日の条約によって設立された委員会の緩やかな管轄下に置かれ、フランス人とイギリス人の保護のみを目的としていた中立の領土となった。また、先住民の内政については何の管轄権も主張しないことが決められた。